# Ludwig Wilhelm August von Gerlach
Ludwig Wilhelm August von Gerlach, auch Ludwig August Wilhelm von Gerlach und Ludwig von Gerlach, (* 27. August 1751 in Berlin; † 4. Dezember 1809 in Köslin) war ein preußischer Jurist. Er war der letzte Präsident des Hofgerichts Köslin und erster Präsident des Oberlandesgerichts Köslin.

## Leben
Er stammte aus einer adligen Familie, die bereits 1433 in Rom den Wappenbrief entgegennahm und 1735 die preußische Anerkennung und Erneuerung der Nobilitierung erhielt. Nachfolgend stellte das Adelsgeschlecht im 18. und 19. Jahrhundert in Preußen mehrere leitende Beamte. Sein Vater Friedrich Wilhelm von Gerlach (* 1711; † 1780) war Geheimer Finanzrat im Generaldirektorium in Berlin, sein Großvater Leberecht von Gerlach war Hofgerichtsrat am Hofgericht Köslin. Der Familie gehörten mehrere Güter in Pommern. Sein jüngerer Bruder Carl Friedrich Leopold von Gerlach (* 1757; † 1813) wurde Präsident der Kurmärkischen Kriegs- und Domänenkammer und später Oberbürgermeister von Berlin.
Ludwig Wilhelm August von Gerlach studierte Rechtswissenschaft an der Albertus-Universität Königsberg, der  Brandenburgischen Universität Frankfurt und der Georg-August-Universität Göttingen. Anschließend wurde er Referendar am Kammergericht in Berlin, wo er 1775 zum Kammergerichtsrat aufrückte.
Nach dem Tode seines Vaters erbte er 1780 mit seinem Bruder Carl Friedrich Leopold von Gerlach dessen Güter. Bei der Erbauseinandersetzung der Brüder erhielt Ludwig Wilhelm August von Gerlach Parsow und Schwemmin. Mit seinem Bruder erwarb er zudem 1781 das Gut Schötzow in Hinterpommern.
1797 wurde Ludwig Wilhelm August von Gerlach Präsident des Hofgerichts Köslin in Hinterpommern. In diesem Amt war er zugleich Präsident des Kösliner Konsistoriums. Als das Hofgericht Köslin 1808 im Rahmen einer Neuorganisation der Justiz in Preußen in dem neu eingerichteten Oberlandesgericht Köslin aufging, wurde Ludwig Wilhelm August von Gerlach der erste Präsident des neuen Gerichts. Er starb im folgenden Jahr.
Von Gerlach war mit der Freiin Henriette von Braun († 1837) verheiratet. In seinem Testament bestimmte Ludwig Wilhelm August von Gerlach die Güter Parsow und Schwemmin zu einem Familienfideikommiss. Erster Inhaber wurde sein Sohn, der spätere Landrat Carl Heinrich von Gerlach (* 1783; † 1860).
Ludwig Wilhelm August von Gerlachs Tochter Adelheid Henriette (* 1784) heiratete 1801 den damaligen Kriegs- und Domänenrat Friedrich Magnus von Bassewitz, der Oberpräsident der Provinz Brandenburg wurde.
Ein Nachlasssplitter Ludwig Wilhelm August von Gerlachs befindet sich heute im Gerlach-Archiv an der Friedrich-Alexander-Universität Erlangen-Nürnberg, wo das Familienarchiv des Rohrbecker Zweigs der Gerlachs verwahrt wird.